# دی هاویلند هورنت موث
دی هاویلند هورنت موث (به انگلیسی: De_Havilland_Hornet_Moth) یک هواگرد ملخ‌پیشین تک‌موتوره از نوع هواگرد آموزشی and Tourer ساخت شرکت د هویلند است. هواگرد دی‌اچ. ۸۷ هورنت موس نخستین پروازش را در ۹ مه ۱۹۳۴ میلادی انجام داد. در مجموع، تعداد ۱۶۴ فروند از این هواگرد ساخته شده‌است.